# NGC 4377/3
NGC 4377/3 је галаксија у сазвежђу Береникина коса која се налази на NGC листи објеката дубоког неба.
Деклинација објекта је + 14° 45' 53" а ректасцензија 12h 25m 13,4s. Привидна величина (магнитуда) објекта NGC 4377 износи 16,8 а фотографска магнитуда 17,8. NGC 43773 је још познат и под ознакама UGC 7501, MCG 3-32-25, CGCG 99-41, 3ZW 65, VCC 778, PGC 40476.